# Michajlov
Michajlov – wieś (obec) na Słowacji położona w kraju preszowskim, w powiecie Snina. Pierwsze wzmianki o miejscowości pochodzą z roku 1557.
Według danych z dnia 31 grudnia 2012, wieś zamieszkiwało 95 osób, w tym 51 kobiet i 44 mężczyzn.
W 2001 roku rozkład populacji względem narodowości i przynależności etnicznej wyglądał następująco:
- Słowacy – 76,7%
- Czesi – 1,94%
- Rusini – 14,56%
- Ukraińcy – 4,85%

Ze względu na wyznawaną religię struktura mieszkańców kształtowała się w 2001 roku następująco:
- Katolicy rzymscy – 0,97%
- Grekokatolicy – 56,31%
- Prawosławni – 40,78%
- Nie podano – 1,94%